# (73024) 2002 EV72
(73024) 2002 EV72 – planetoida z pasa głównego asteroid okrążająca Słońce w ciągu 3,62 lat w średniej odległości 2,36 j.a. Odkryta 13 marca 2002 roku.